# Domenico Beneventi
Mons. Domenico Beneventi (* 8. února 1974 Castelmezzano) je italský římskokatolický duchovní a biskup San Marina-Montefeltra.

## Život
Narodil se 8. února 1974 v Castelmezzanu.
Absolvoval kněžský seminář v Potenze a 3. července 1999 byl vysvěcen na kněze a inkardinován do arcidiecéze Acerenza. Působil ve farnosti Nanebevzetí Panny Marie v Laurenzaně a ve farnosti v Pietrapertose. Absolvoval též studium teologie v Římě, kde na Papežské lateránské univerzitě získal licenciát. Vyučoval v kněžském semináři. Od roku 2013 mel na starost farnost svatého Mikuláše v Pietragalle.
Dne 3. února 2024 jej papež František jmenoval biskupem San Marina-Montefeltra. Biskupské svěcení přijal 20. dubna z rukou arcibiskupa Francesca Sirufo a spolusvětiteli byli biskup Andrea Turazzi, biskup Vito Piccinonna, arcibiskup Rocco Pennacchio a biskup Nicolò Anselmi.